# フジ (ゲーム実況者)
フジは、日本のゲーム実況者、音楽家、タレントである。ゲーム実況グループ「最終兵器俺達」に所属。また、ゲーム実況者わくわくバンドのメンバーであり、ベースを担当。イメージカラーは紫。愛称は「フジ」「ジーフー」。

## 略歴
2009年11月23日、ゲーム実況グループ「最終兵器俺達」に加入し、メンバーとして活動を始める。加入前は助っ人。活動初期は茶髪にマスクとサングラス。後に現在のような黒髪に変化。
2014年、ゲーム実況のイベントの際、ゲーム実況者わくわくバンドを結成。
2015年4月、バンドを一度解散したが、同年の12月にメンバーと再合流した。
2016年4月、ゲーム実況者わくわくバンドがduo MUSIC EXCHANGE公演で再結成した。
2019年11月23日、活動10周年迎え、自身のTwitterで結婚を報告した。

## 人物
少年時代にPENICILLINの「ロマンス」に魅了されたことから、音楽はヴィジュアル系全般聴く。その他にはコーン、スリップノット、マリリン・マンソン、ラムシュタイン、ザ・ホラーズ、レディオヘッドなどの洋楽バンドも聴く。
最終兵器俺達のメンバー内では唯一の既婚者。

## 番組
- ラグナロクオンライン　週刊らぐとも＋スペシャル（2014年2月16日）
- 音楽×ゲーム＝∞ 【急募】Zeppに立つだけの簡単なお仕事です イベント生中継（2014年3月2日）
- ガッチマン・最終兵器俺達フジ・茸『ディバインゲート』生放送！（2014年3月26日）
- 「姫騎士と最後の百竜戦争」ニコニコ生放送 特番 〜ゲーム実況主がプライドを懸けて激突！〜	（2014年4月29日）
- 仮面Xの悲劇（2014年5月31日）
- FB７７７×ガッチマン×フジ×湯毛×ドグマが来館　真夏の夜のゲーム実況特番★ホテルLobi（2014年8月31日）
- お正月だよ！ドグマ家に集合★ 繚乱ガッチマンせらフジの最強ゲーム実況プレゼンバトル（2015年1月3日）
- Gero×蛇足×フジ×ふぁんきぃ×ドグマが来館　春のゲームアプリ実況特番★ホテルLobi（2015年3月29日）
- 【ネオゲーム喫茶８７６再び開店】ドグマ店長＆バイトせら・フジが出勤♪【第１回】（2015年9月30日）
- 繚乱レトルトフジがヘブン状態!? デュエルラブ＆PXZ2も！（2015年10月27日、876TV）
- 【せら＆フジがバイト出勤】ネオゲーム喫茶876★雇われ店長ドグマが開店【第３回】（2015/10/28）
- 【せら＆フジがバイト出勤】ネオゲーム喫茶876★雇われ店長ドグマが開店【第5回】（2015年11月25日）
- 【せら＆フジ＆ドグマ店長が出勤】みんなでメリクリ♪ネオゲーム喫茶876【第7回】（2015年12月23日）
- 【せら＆フジがバイト出勤】ネオゲーム喫茶876★雇われ店長ドグマが開店【第8回】（2016年1月20日）
- 繚乱レトルトフジがヘブン状態!?ゲーム実況＆本日発売デジモンも！（2016年3月17日、876TV）
- ホッカホカだね Vジャンプ！ PS4『ブラクロ』＆『NARUTO』最新ゲームを8人対戦！（2018年6月25日）

## イベント
- ゲーム実況ナイト LEVEL 02（2013年7月13日）
- PlayStation®夏の大花火大会（2014年6月6日）